# Moulin à poivre
Pour les articles homonymes, voir moulin (homonymie).

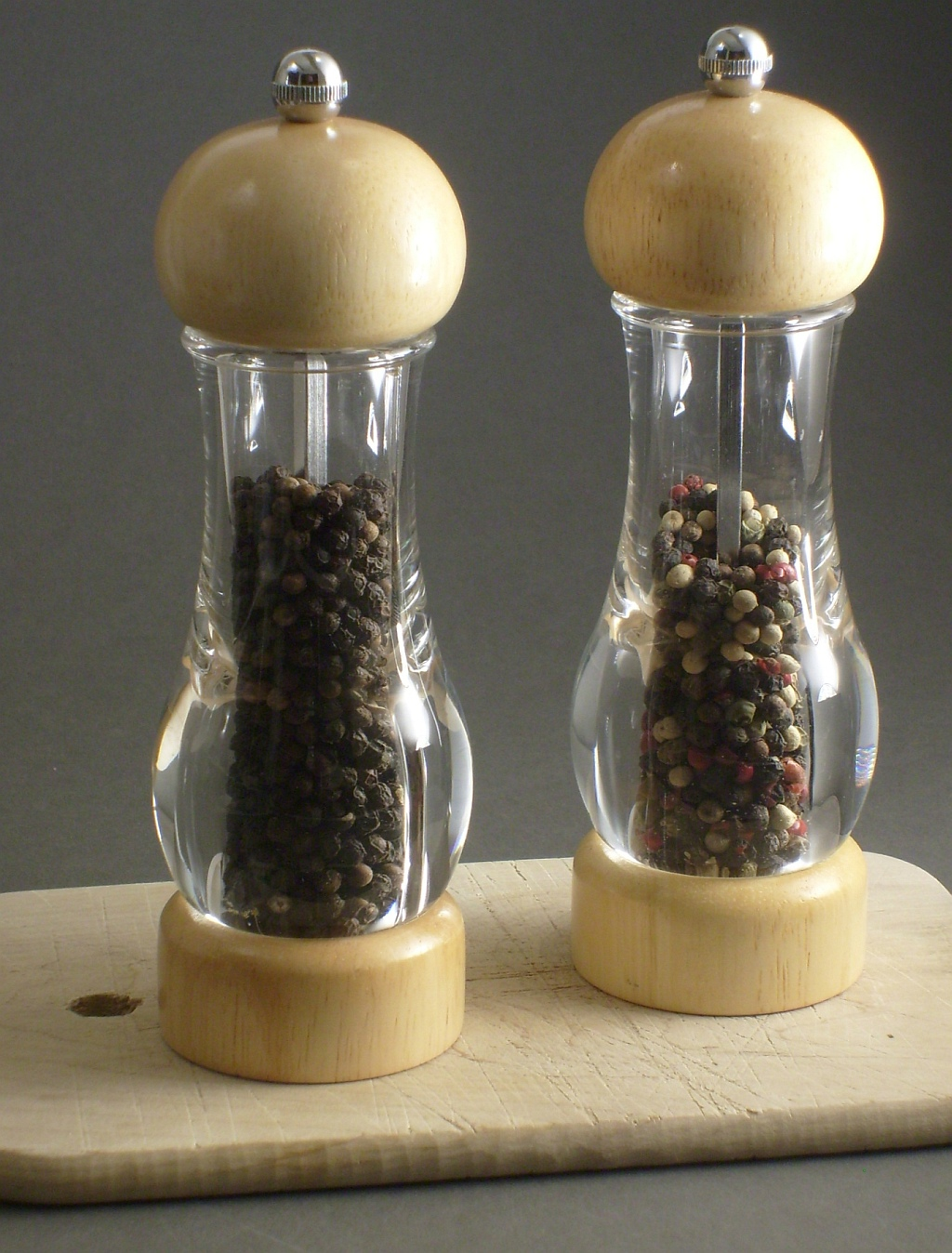
Deux petits moulins à poivre.

Un moulin à poivre est un appareil servant à moudre des grains de poivre pour en faire des granules fins.

## Description
Le moulin à poivre de table permet de préserver les arômes et saveurs du poivre jusqu'au dernier moment, une mouture préalable favorisant leur oxydation et dégradation, ceci pour le bénéfice du cuisinier qui tourne et du convive. La tige est moletée ce qui permet l'abrasion du grain de poivre en particules plus petites qui tombent par l'ouverture du bas.
Certains modèles permettent d'ajuster la finesse du  broyage afin d'obtenir le concassage souhaité. Un grain fin favorise le piquant du poivre aux dépens des arômes.
Peugeot, également constructeur d'automobiles, fabrique depuis 1874 (avec le « Modèle Z ») des moulins à poivre de table. L'ancêtre du moulin à poivre est le bournachier.